# Europe PubMed Central
O Europe PubMed Central (Europe PMC) é um repositório de acesso aberto que contém milhões de trabalhos de pesquisa biomédica. O repositório era conhecido como PubMed Central do Reino Unido até 1 de novembro de 2012.

## Serviço
O EuropePMC fornece acesso gratuito a milhões de artigos de pesquisa em biomédica e ciências da vida em texto. O Europe PMC contém inclui anotações baseadas em mineração de textos que ligam os artigos a conjuntos de dados médicos e moleculares externos.
A maior parte do conteúdo é espelhada (mirrored) do PubMed Central, que gerencia o depósito de livros e revistas inteiros. Além disso, o Europe PMC oferece um sistema de envio de manuscritos, o Europe PMC plus que permite aos cientistas depositar seus artigos de pesquisa revisados por pares para inclusão no Europe PMC.

## Organização
O projeto do Europe PMC foi originalmente lançado em 2007 como o primeiro site "espelho" do PMC, que visa preservar o acesso internacional a literatura biomédica e de ciências da vida. Faz parte de uma rede de repositórios do PMC International  (PMCI) que inclui o PubMed Central Canada . O Europe PMC da Europa não é um "espelho" exato do banco de dados do PMC, mas desenvolveu alguns recursos diferentes. Em 15 de fevereiro de 2013, o CiteXplore foi incluído no Europe PubMed Central.
O recurso é gerenciado e desenvolvido pelo Laboratório Europeu de Biologia Molecular - Instituto Europeu de Bioinformática (EMBL-EBI), em nome de uma aliança de 27 financiadores de pesquisas biomédicas e de ciências da vida, liderados pelo Wellcome Trust.
O Europe PMC  é apoiado por 27 organizações incluindo o Conselho Europeu de Pesquisa, o Conselho de Pesquisa Médica (Reino Unido), o Wellcome Trust e aOrganização Mundial de Saúde.